# Bataille de Srirangam
Deuxième guerre carnatique
Batailles
- Ambour
- Tanjore
- Trichinopoly
- Arcate
- Arni
- Srirangam
- Roc-d'Or

La bataille de Srirangam se déroula le 13 juin 1752 à Srirangam, en Inde, et opposa une force de la Compagnie française des Indes orientales commandée par Jacques-François Law de Lauriston, assistée d'un contingent indien sous les ordres de Chanda Sahib, à un détachement de la Compagnie britannique des Indes orientales mené par Stringer Lawrence. L'affrontement se solda par une victoire anglaise.

## Contexte

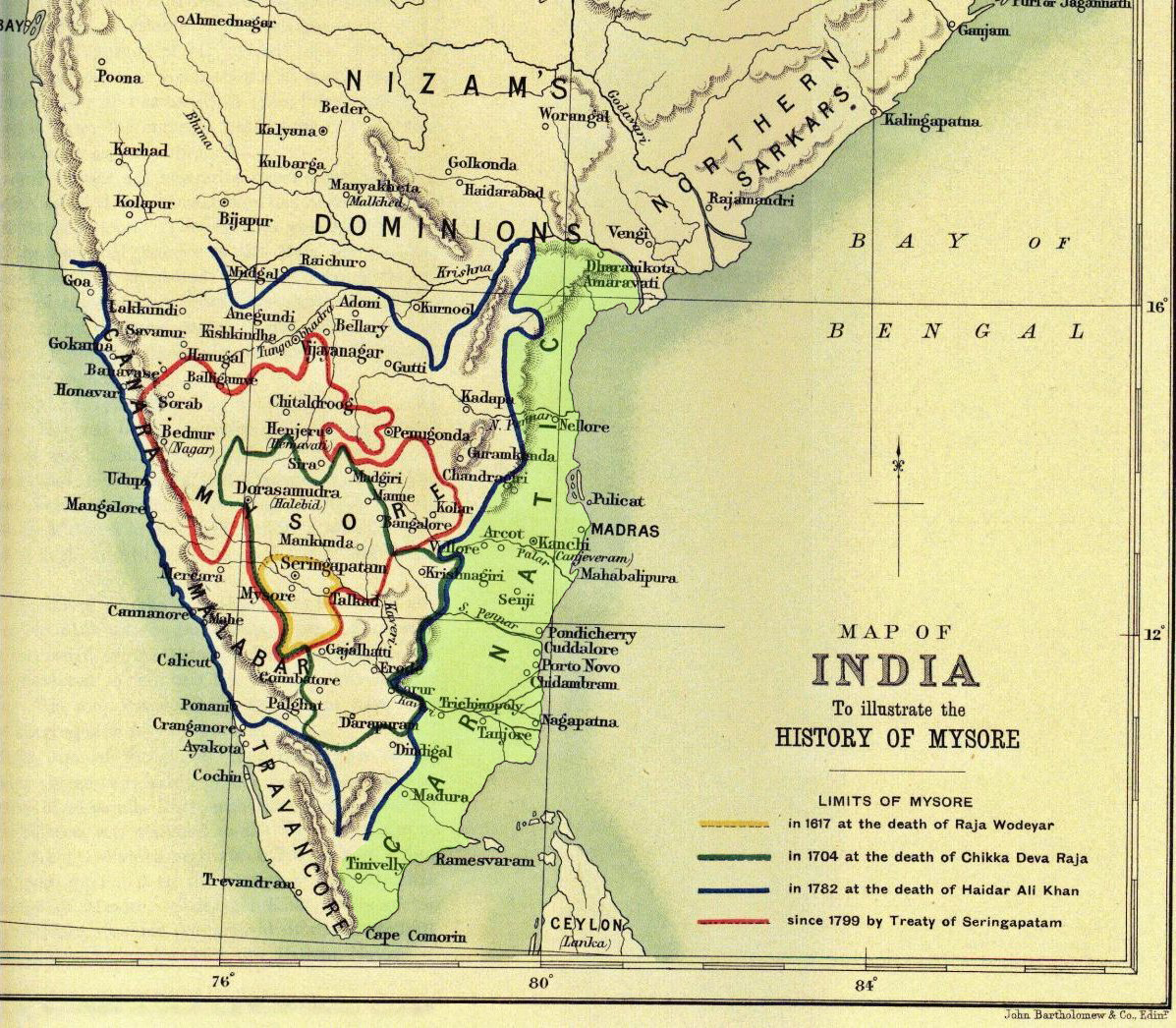
Carte de la région du Carnate, avec Trichinopoly au sud-ouest de Pondichéry.

Après la victoire des troupes franco-indiennes à la bataille d'Ambour en août 1749, Mahamet Ali, le fils du nabab du Carnate tué à Ambour, s'était réfugié à Trichinopoly et avait noué des contacts avec les Anglais, qui s'inquiétaient de la politique d'expansion française menée par le gouverneur Joseph François Dupleix. Cette menace commença à se préciser au début de l'année 1751 et les Britanniques envoyèrent des renforts à Trichinopoly. En effet, les négociations entre Dupleix et Mahamet Ali ayant échoué, une armée commandée par Chanda Sahib, prétendant au trône du Carnate soutenu par les Français, fit d'abord mouvement sur Arcote, puis vint mettre le siège devant Trichinopoly en mars 1751 avec environ 8 000 hommes et un détachement français de 400 hommes sous les ordres du commandant d'Auteuil. Les opérations se déroulèrent tout au long de l'année, avec des alternatives de revers et de succès pour les deux camps. La situation se détériora néanmoins pour les Français en septembre lorsque Arcote tomba aux mains d'un petit détachement anglais conduit par le capitaine Robert Clive, lequel repoussa et battit ensuite une partie de l'armée de Chanda Sahib venue reprendre la ville. 
À la même époque, d'Auteuil, malade, fut remplacé par Jacques Law, un officier plutôt médiocre. Contrairement aux ordres de Dupleix qui lui prescrivaient d'attaquer immédiatement la ville, Law, dont les forces se montaient au début de l'année 1752 à 900 Européens, 2 000 cipayes et 50 canons en plus des 30 000 cavaliers de Chanda Sahib, piétina devant Trichinopoly. Pendant ce temps, une colonne de secours britannique, partie de Madras le 28 mars, approchait. Elle était commandée par le major Stringer Lawrence, avec Clive comme second, et comprenait 400 Européens, 1 100 cipayes et 8 canons. Le 9 avril, Lawrence entra en contact avec les Français à quelques kilomètres de Trichinopoly. Un combat s'engagea au cours duquel les Anglais eurent le dessus, ce qui incita Law à ordonner la retraite sur Srirangam le 12 avril.

## Déroulement de la bataille

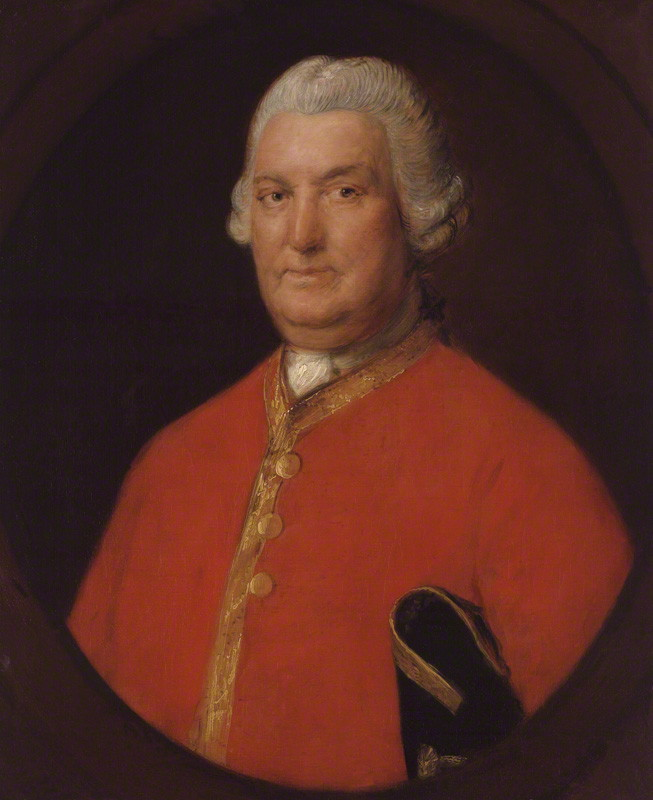
Le major Stringer Lawrence commandait les troupes britanniques. Peinture de Thomas Gainsborough, National Portrait Gallery, Londres.

Peu de temps après la retraite des forces françaises, les troupes britanniques avancèrent et s'emparèrent de Samiaveram, au nord de Srirangam. Le 10 avril, sur ordre de Dupleix, d'Auteuil se mit en route avec 520 soldats (dont 120 Européens) et 4 canons pour porter secours à Law. Quelques jours plus tard, il arriva à Utatour, à 80 km au nord de Samiaveram. Le commandant français se dirigea ensuite vers la Cauvery en évitant l'armée de Clive et envoya des messagers pour informer Law de ses mouvements, mais l'un de ces messagers fut capturé par Clive qui obligea son adversaire à se replier sur Utatour. Profitant du départ de Clive de Samiaveram, Law détacha une troupe de 80 Européens et 700 cipayes pour prendre le village mais il fut repoussé. 
À la suite de cet incident, un contingent marathe de Thanjavur allié aux Anglais prit Coiladdy le 7 mai 1752. Le 20 mai, Lawrence envoya le capitaine Dalton avec 1 050 hommes sur Utatour, obligeant d'Auteuil à se replier sur une trentaine de kilomètres en direction de Volcondah. Law attaqua les troupes de Clive mais fut tenu en échec et dut se retirer une fois de plus à Srirangam. Le 8 juin, Clive rattrapa d'Auteuil à Volcondah et le contraignit à se rendre avec toute son armée. La situation devenant désespérée, Law et Chanda Sahib capitulèrent à leur tour le 13 juin avec 35 officiers, 785 Européens, 2 000 cipayes, toute leur artillerie, les bagages et les munitions. La cavalerie indienne fut également comprise dans la capitulation mais fut autorisée à s'en aller avec ses armes et ses montures. Conscient que son rival Mahamet Ali ne le laisserait pas s'en sortir vivant, Chanda Sahib obtint contre paiement un sauf-conduit de la part de Manoji, le commandant de l'armée marathe, mais dès son arrivée au camp de Manoji, il fut arrêté et décapité peu après.

## Bilan et conséquences
Sitôt informé de la capitulation, Dupleix fit emprisonner Law, tout juste revenu de captivité, et tenta de le faire passer pour responsable du désastre, dont il retarda d'ailleurs l'annonce à la Compagnie. Law fut finalement libéré en décembre 1752 et continua par la suite de servir en Inde, mais la controverse se ralluma quelques années plus tard avec la publication en 1759 du Mémoire du sieur Dupleix contre la Compagnie des Indes qui dressait un portrait peu flatteur de la conduite de Law à Trichinopoly. Cela donna lieu à une controverse qui ne s'acheva qu'à la mort de Dupleix en 1763. 
Pour se prémunir contre les reproches qui pourraient être formulés sur son compte à Paris, le gouverneur envoya en France une délégation conduite par d'Auteuil afin de justifier sa conduite. En Inde même, les critiques de sa politique se firent de plus en plus nombreuses et certains hauts responsables, comme le gouverneur de Chandernagor Georges Duval de Leyrit ou le membre du Conseil supérieur de Pondichéry Louis Barthélemy, dénoncèrent à la Compagnie ses ambitions excessives. En réalité, la Compagnie française des Indes orientales avait fait part depuis plusieurs mois de ses inquiétudes à Dupleix au sujet de ses conquêtes territoriales, craintes que la capitulation de Srirangam vint confirmer. Après cet événement, la Compagnie se méfia d'autant plus de Dupleix que la mort de Chanda Sahib donnait aux projets du gouverneur l'allure d'une croisade personnelle que ne venait plus justifier la nécessité de soutenir un allié. 
Sur le plan stratégique, les conséquences de ce revers furent importantes : l'exécution de Chanda Sahib plaçait Mahamet Ali en position idéale pour devenir le nouveau nabab du Carnate, ce qui aurait pour effet d'isoler dangereusement Pondichéry ; en outre, Dupleix avait perdu le contrôle de plusieurs points d'appui et n'avait plus d'alliés ni de moyens suffisants pour défendre ses possessions. Toutefois, la coalition formée par les Anglais, les Indiens et les Marathes se disloqua rapidement en raison de dissensions internes, empêchant Lawrence de porter un coup décisif aux Français. Dupleix profita de la situation pour négocier avec les Marathes, avec lesquels il s'entendit au mois de décembre 1752, puis avec le sultan de Mysore qui accepta de ratifier un traité de paix le 14 février 1753, donnant ainsi lieu à un renversement d'alliances qui lui permit de rétablir au moins temporairement la situation. Dans le même temps, l'arrivée de contingents venus de France et les prélèvements effectués sur les équipages des navires de commerce faisant la liaison avec la Chine compensèrent les pertes.